# All Aboard
All Aboard é um curta-metragem norte-americano de 1917, do gênero comédia, estrelado por Harold Lloyd.

## Elenco
- Harold Lloyd - garoto
- Snub Pollard
- Bebe Daniels - garota
- Gus Leonard - pai da garota
- Charles Stevenson - (como C.E. Stevens)
- Sammy Brooks
- W.L. Adams
- Virginia Baynes
- William Blaisdell
- Clara Dray
- Loretta Dray
- Billy Fay (as William Fay)
- Mabel Gibson
- Oscar Larson
- Chris Lynton
- M.J. McCarthy
- Susan Miller
- Belle Mitchell
- Marie Mosquini
- Fred C. Newmeyer (como Fred Newmeyer)
- Hazel Powell
- Nina Speight
- William Strohbach (como William Strawback)
- Lillian Sylvester
- Dorothea Wolbert (como Dorothy Wolbert)